# Електроніка (музичний жанр)
Електроніка (англ. electronica) — музичний жанр, який охоплює широку групу електронних музичних стилів, таких як техно, хауз, ембієнт, джангл, а також інші стилі електронної музики, які призначені не лише для танців.

## Регіональні визначення
В кінці 1990-х у Північній Америці індустрія популярної музики прийняла та в якійсь мірі розробила термін «електроніка» для визначення таких музичних стилів як техно, біг-біт, тріп-хоп, downtempo та ембієнт, незважаючи на приналежність виконавців цих жанрів до лейблів. На початку 2010-х років електроніку вже пов'язували з EDM — терміном, що асоціювався з музичними опен-ейрами та відповідно популярними на той час електро-хаузом та дабстепом. Тим не менше, американський AllMusic до сих пір категоризує електроніку як високорівневий жанр, який включає в себе різні піджанри, включаючи танцювальні та чилаут.
У Великій Британії електроніка також означає широкий термін, однак вона асоціюється лише з нетанцювальною електронною музикою, включаючи експериментальні стилі даунтемпо. Вона також частково дотична з таким стилем як IDM.

## Опис
Електроніка багато виграла від розвитку технологій, зокрема в музиці та таких інструментів як електронні музичні інструменти, синтезатор, секвенсер, драм-машина та цифрова звукова робоча станція. З розвитком технологій для молодих артистів та гуртів стало простіше записувати свою музику у менших студіях та навіть вдома. В той же час комп'ютери дозволили використання музичних семплів та петель як елементів для створення пісень. Все це призвело до періоду творчих експериментів та розвитку нових музичних форм, деякі з яких стали відомі як «електроніка».
Електроніка включає в себе велику різноманітність музичних стилів та артистів — популярних Бйорк, Мадонну, Goldfrapp, IDM виконавців Autechre та Aphex Twin, а також виконавців, які орієнтуються на даб. 
Виконавці електроніки, які стали широко відомими, почали писати музику в кінці 1980-х та до того, як придумали сам термін цього музичного жанру. До цих артистів відносять The Prodigy, Fatboy Slim, Daft Punk, The Chemical Brothers, The Crystal Method, Moby, Underworld та Faithless. Музиканти цього жанру також часто створюють альтернативні версії своїх пісень, які називають «реміксами»; ця практика також використовується у споріднених жанрах, таких як ембієнт, джангл та EDM. Широкі діапазони впливів, як звукових, так і композиційних, поєднуються в електронних треках.

## Вплив на поп-музику
У середині 1990-х з великим комерційним успіхом таких колективів як The Prodigy та The Chemical Brothers, а також з випуском альбому Мадонни Ray of Light, який був записаний з Вільямом Орбітом та альбому Данні Міноуг Girl, музику цього періоду почали писати з набагато більшими бюджетами, з вищою якістю та з більшим нашаруванням, ніж в інших танцювальних стилях. MTV пророкував електроніці «велике майбутнє».
1997 року журнал «Billboard» писав, що союз клубного товариства та незалежних лейблів забезпечив експериментальне та перспективне середовище, де виконавці електроніки постійно розвивались та досягли мейнстріму. Як приклад, видання наводило такі лейбли як Astralwerks (Fluke, The Future Sound of London), Moonshine Music (DJ Keoki), Sims Records та City of Angels (The Crystal Method); саме вони відкрили та розвинули багато артистів-електронників.